# Attentat de Jakarta du 5 août 2003
Cet article concerne l'attentat de 2003. Pour les autres attentats ayant touché un hôtel Marriott, voir Attentat à l'hôtel Marriott d'Islamabad du 20 septembre 2008 et Attentats de Jakarta du 17 juillet 2009.
L'attentat à l'hôtel Marriott de Jakarta du 5 août 2003 est un attentat-suicide islamiste à la voiture piégée. Il a eu lieu peu avant midi, causant la mort de 12 personnes et faisant 150 blessés. La majeure partie des personnes tuées étaient indonésiennes, à l'exception d'un homme d'affaires hollandais, d'un Danois et de deux touristes chinois. L'hôtel était considéré comme un symbole de l'Occident et avait été utilisé par l'ambassade américaine pour divers événements. À la suite de cet acte terroriste, l'hôtel a été fermé cinq semaines et a été rouvert le 8 septembre 2003.

## Signes avant-coureurs
Deux semaines avant l'attentat, des officiers de police ont reçu l'information d'un militant capturé lors d'un raid à Semarang que deux chargements de matériel de fabrication de bombes se dirigeaient vers Jakarta. Pendant le raid de la police furent découverts des schémas montrant différentes zones potentielles d'attaque dans la ville.

## L'attentat
Une Toyota Kijang (en) achetée le 20 juillet 2003 à un homme d'affaires de Jakarta pour 25 750 000 rupiah a été chargée d'explosifs et conduite au dépose-minute des taxis devant l'hôtel Marriott. Le véhicule s'est arrêté brièvement devant le hall et la vidéosurveillance montre qu'un agent de sécurité s'en est approché et a parlé un court instant au chauffeur. Le rayon de l'explosion a pu être visualisé en observant les vitres brisées des bâtiments alentour.
Selon la police indonésienne, l'un des ingrédients constituant la bombe contenait le même produit chimique que celui utilisé lors des attentats de Bali,. Dans les deux cas, les bombes étaient constituées du même mélange d'explosifs, des téléphones portables ont été utilisés comme détonateurs et les auteurs se sont efforcés d'effacer les numéros d'identification du véhicule. Les enquêteurs ont également trouvé des restes d'une batterie alimentant la bombe similaire à celles utilisées lors des attentats en Indonésie du 24 décembre 2000 contre des églises chrétiennes.
La tête décapitée d'un homme âgé de 28 ans originaire de Sumatra occidental, Asmar Latin Sani, fut découverte au cinquième étage de l'hôtel. Celle-ci fut identifiée par deux membres incarcérés de la Jemaah Islamiah et affirmant l'avoir recruté. L'attaque a eu lieu deux jours avant le procès des terroristes de Bali.  

## Enquête
C'est le 11 août, six jours après l'attaque, qu'al-Qaeda a revendiqué la responsabilité de l'attentat par le biais de la chaîne de télévision Al Jazeera et a mentionné spécifiquement l'Australie. Le message disait :

« Cette opération fait partie d'une série d'opérations que le Dr. Ayman Al-Zaouahiri a promis de mener. C'est une gifle fatale à la figure de l'Amérique et de ses alliés dans la musulmane Jakarta, où la foi a été dénigrée par la sale présence américaine et la présence discriminatoire australienne. »

La Jemaah Islamiyah, organisation affiliée à al-Qaeda, est considérée comme responsable de l'attentat. Le ministre indonésien de la défense, Matori Abdul Djalil, a confirmé que les responsables s'étaient entraînés dans les camps de l'organisation en Afghanistan et au Pakistan. Le 11 août 2003, ce dernier a aussi affirmé que les terroristes étaient en lien avec le groupuscule arrêté plus tôt à Semarang.
Le 5 mai 2006, l'International Crisis Group a publié dans son Asia Report n°114 un rapport intitulé Terrorism in Indonesia décrivant les évènements ayant conduit à l'attentat.

## Suspects
- Hambali
- Le Docteur Azahari Husin
- Noordin Mohammed Top
- Rusman Gunawan alias « Gun Gun »
- Mohammed Nazir Bin Lep
- Sardona Siliwangi
- Air Setyawan, Luthfi Haidaroh et Urwahr
- Yazid Sufaat

## Connexion avec Al-Qaeda
Stuart A. Levey, sous-secrétaire d'État au Trésor américain, chargé des questions liées au terrorisme et au renseignement financier, estime que les attentats de Bali et celui du Marriott ont été financés par Al-Qaeda à hauteur de 30 000 $ pour chaque attaque.

## Conséquences
Le principal indice boursier de Jakarta a perdu 3,1 % de sa valeur après l'attaque et la monnaie nationale, la roupie indonésienne a perdu 2 % de sa valeur face au dollar américain.
Le gouvernement australien a enjoint à ses ressortissants d'éviter les hôtels internationaux de Jakarta à la suite de la découverte de renseignements indiquant que la capitale pourrait subir de nouvelles attaques.